# Dichaetomyia fumipennis
Dichaetomyia fumipennis este o specie de muște din genul Dichaetomyia, familia Muscidae. A fost descrisă pentru prima dată de Stein în anul 1913. Conform Catalogue of Life specia Dichaetomyia fumipennis nu are subspecii cunoscute.